# Fondation Surpierre
Die Fondation Surpierre ist eine Stiftung mit Sitz in Vaduz (Liechtenstein). Sie ist Eigentümerin der privaten Kunstsammlung von Marisol Corboud und ihres verstorbenen Ehemanns Gérard Corboud. Teile dieser Sammlung befanden sich mehrere Jahre als Dauerleihgabe im Wallraf-Richartz-Museum & Fondation Corboud in Köln. Der Abzug dieser Sammlung steht im Zusammenhang mit dem Erweiterungsbau des Museums, dessen Realisierung sich über viele Jahre verzögerte, was zu erheblichen Differenzen zwischen dem Sammlerpaar und der Stadt Köln führte.

## Beschreibung
Der Schweizer Unternehmer Gérard Corboud hatte zusammen mit seiner aus Köln stammenden Frau Marisol eine mehr als 170 Werke umfassende Kunstsammlung zusammengetragen und rechtlich in der Fondation Corboud zusammengefasst. Diese Sammlung befindet sich seit 2001 als vertraglich zugesicherte „ewige Leihgabe“ im Kölner Wallraf-Richartz-Museum. Das Museum firmiert seither als Wallraf-Richartz-Museum & Fondation Corboud, was teilweise kritisiert wurde. Ein von der Stadt für das Museum geplanter Erweiterungsbau soll dazu beitragen, einen Grossteil der Werke der Fondation Corboud dauerhaft öffentlich zeigen zu können. Der Baubeginn und entsprechend die Fertigstellung des Neubaus verzögert sich jedoch um viele Jahre.
Darüber hinaus hat das Sammlerpaar weitere rund 40 Gemälde erworben, die in die private Fondation Surpierre überführt wurden. 19 Gemälde dieser privaten Sammlung befanden sich zeitweilig ebenfalls als Leihgabe im Wallraf-Richartz-Museum & Fondation Corboud. Dazu gehörten beispielsweise die Gemälde Sur le seuil von Charles Angrand, La Seine à Vernon von Pierre Bonnard, Le jet d’eau von André Léveillé, La Bastide-du-Vert und  Enfant dans les bras d’une femme à Chapeau von Henri Martin, La rivière d’Auray von Maxime Maufra, Paysage à l’arbre round von Jean Metzinger, Paysage aux environs de Banyuls von George-Daniel de Monfreid, Paysans sur les berges de la prairie von Pierre Eugene Montézin, Moret-sur-Long, en hiver von Francis Picabia, La cueillette des roses trémières von Ferdinand du Puigaudeau, Environs de Bes, défilé de St.-Maurice von Felix Vallotton, Sous-bois von Louis Valtat, Maisons à Pont-Aven von Émile Bernard, Le canal Saint-Denis vu de la darse de Metz, effet de lune von Stanislas Lépine, Les meules au jardin des ètincelles à Criquebœuf von Edouard Vuillard und La Seine aux grésillons von Maximilien Luce.
Für die Öffentlichkeit war zwischenzeitlich nicht immer deutlich, welche Werke zu welcher der beiden Stiftungen der Sammler gehörten. So deklarierte das Wallraf-Richartz-Museum & Fondation Corboud 2008 im Katalog zur hauseigenen Impressionismus-Sonderausstellung mehrere Gemälde als eigene Werke, obwohl sie zur Privatsammlung der Fondation Surpierre gehörten. Darunter waren die Bilder Die Brücke von Hippolyte Petitjean, Petit bras de la Seine, effet d’automne von Gustave Caillebotte und Die Seine mit der Pont de Clichy von Vincent van Gogh. Auch die Royal Academy of Arts in London stellte ein Werk der Fondation Surpierre mit dem Hinweis auf das Wallraf-Richartz-Museum & Fondation Corboud als Leihgeber aus. So wurde 2016 das Gemälde Pavillon mit Rosen, Gerberoy von Henri Le Sidaner in der Ausstellung Painting the Modern Garden: Monet to Matisse mit dem Vermerk „Lent by: COLOGNE, WALLRAF-RICHARTZ-MUSEUM“ ausgestellt, jedoch im Katalog bei der Provenienzangabe die Fondation Surpierre als Eigentümer vermerkt.
Die Besitzverhältnisse der bis dahin im Wallraf-Richartz-Museum & Fondation Corboud deponierten Werke rückten erst ins Blickfeld der Öffentlichkeit, als das Sammlerpaar Corboud 2013 im Zürcher Auktionshaus Koller Gemälde der Fondation Surpierre versteigern liess. Insbesondere das 12 Jahre im Museum ausgestellte Bild Die Seine mit der Pont de Clichy von Vincent van Gogh galt als bedeutender Verlust. So kritisierte Stefan Koldehoff in der Frankfurter Allgemeinen Zeitung, die Sammler hätten das Museum für ihre Privatsammlung als „Wertsteigerungsmaschine“ benutzt. Diese Kritik geschah auch vor dem Hintergrund der von Museumsmitarbeitern geleisteten wissenschaftlichen Arbeit zu einzelnen Werken der Sammlung der Fondation Surpierre. Zu den weiteren 2013 bei Koller versteigerten Werken der Fondation Surpierre gehörten die Gemälde Petit bras de la Seine, effet d’automne von Gustave Caillebotte, A la lisière de la forêt – Les Sablons von Alfred Sisley und La Grille von Raoul Dufy.

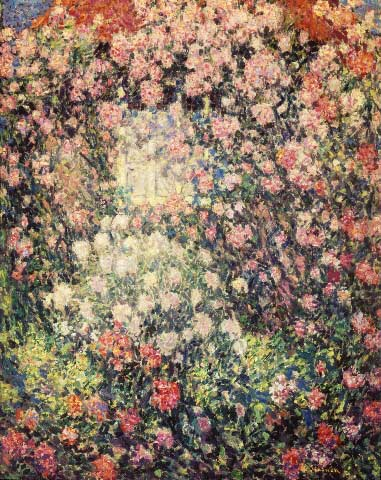
Henri Le Sidaner: Le pavillon aux roses Gerberoy
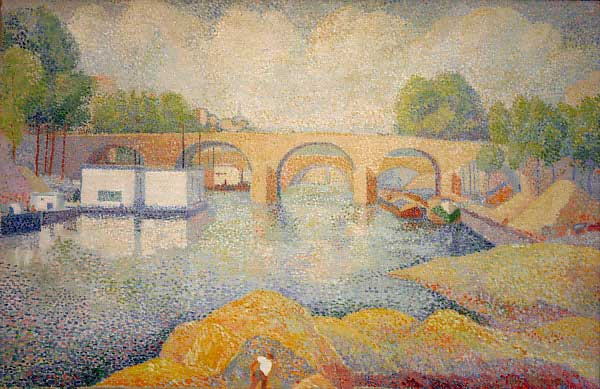
Hippolyte Petitjean: Die Brücke
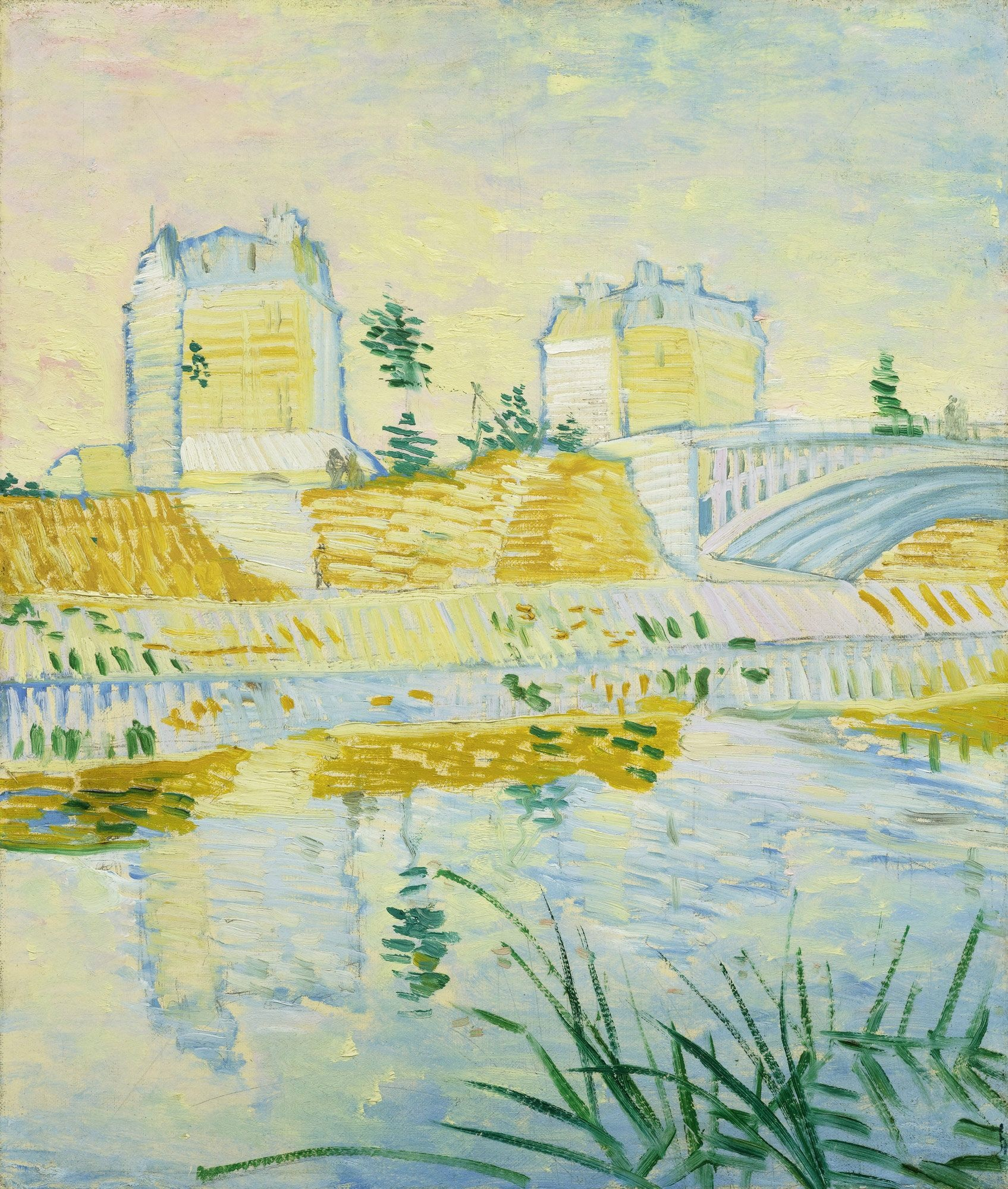
Vincent van Gogh: Die Seine mit der Pont de Clichy
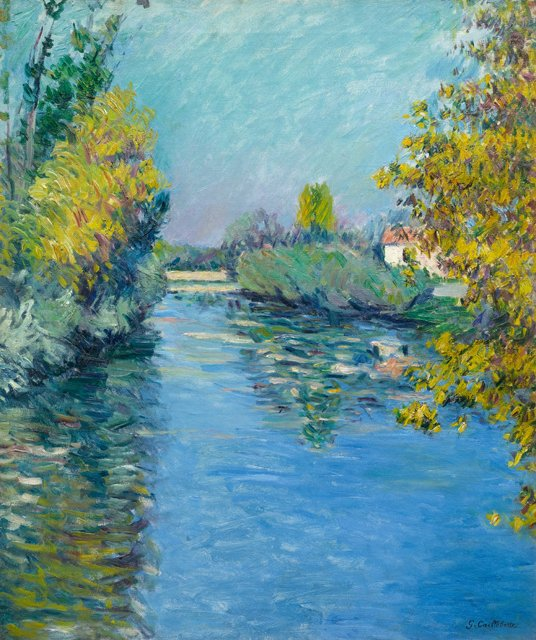
Gustave Caillebotte: Petit bras de la Seine, effet d’automne
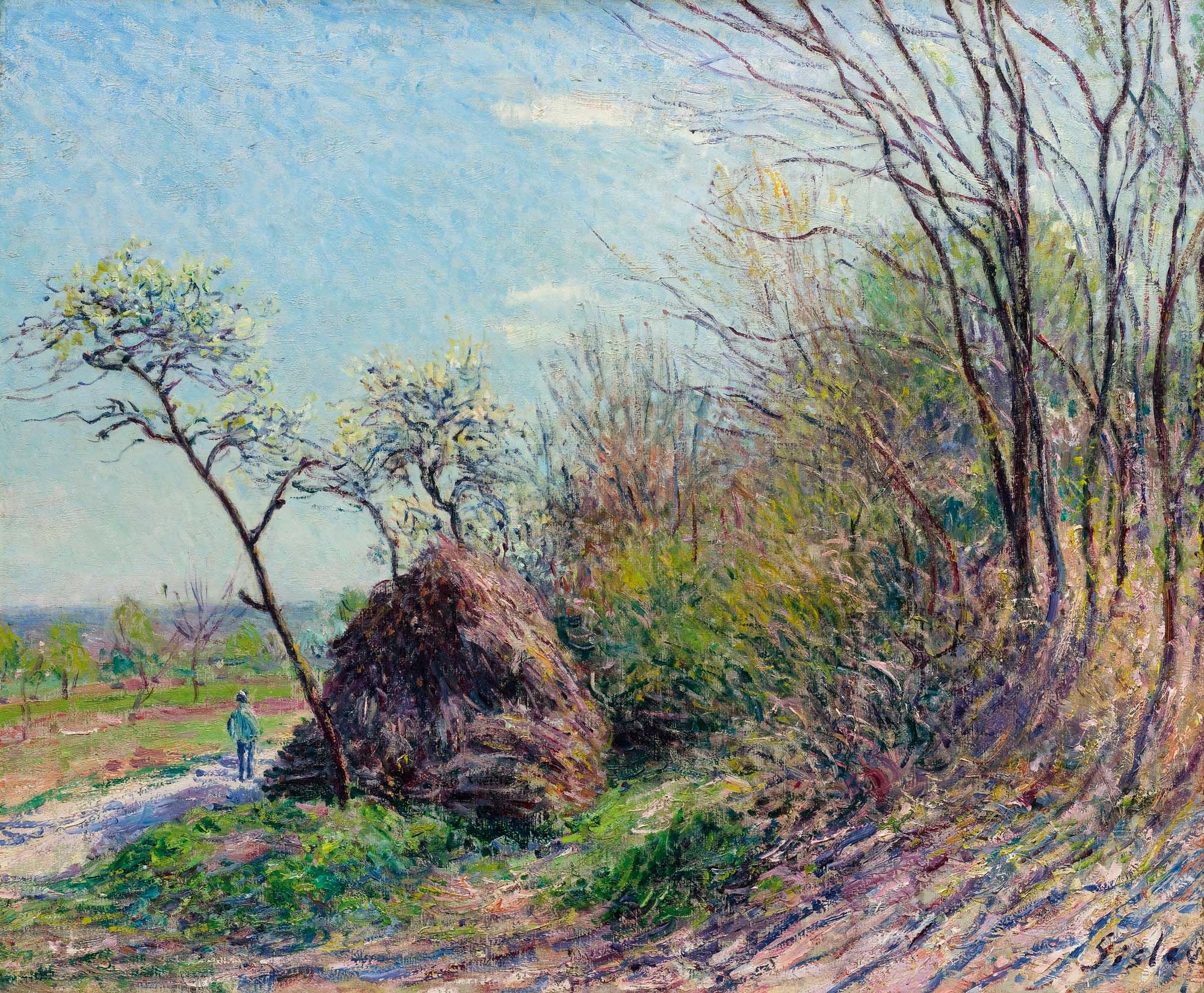
Alfred Sisley: A la lisière de la fôret – Les Sablons

Die im Museum verbliebenen Werke der Fondation Surpierre lagerten die nächsten Jahre im Depot. Nach dem Tod von Gérard Corboud drohte seine Witwe wiederholt mit dem Abzug der Werke, sollte es nicht deutliche Fortschritte bei der Umsetzung des Erweiterungsbaus des Museums geben. Schließlich ließ Marisol Corboud 2019 die verbliebenen 19 Werke der Fondation Surpierre aus dem Museum abtransportieren. Hierzu gehörten Werke wie Verger à Varengeville avec vache von Camille Pissarro und Strassenszene von Georges Seurat. Einige Werke der Fondation Surpierre wurden in der Folgezeit auf dem Kunstmarkt angeboten. So stand das Bild Die Brücke von Hippolyte Petitjean auf der Kunstmesse Biennale 2019 in Paris zum Verkauf, 2021 hat das Kölner Kunstauktionshaus Lempertz die Bilder Verger à Varengeville avec vache von Camille Pissarro und Sonniger Garten von August Macke angeboten. Am selben Tag kam aus der Sammlung das Gemälde Environs de Bex, défilé de Saint-Maurice von Félix Vallotton im Zürcher Auktionshaus Koller zur Versteigerung. Bei Lempertz wurde zudem im Juni 2022 das Gemälde Paysage à l’arbre rond von Jean Metzinger versteigert. Im Dezember 2022 wurde ebenfalls bei Lempertz die Gemälde Champs en Ile-de-France von Albert Dubois-Pillet und Strassenszene (Dans la rue) von Georges Seurat verkauft. Im Juni 2024 wurden die Gemälde Nice. Sur la Promenade des Anglais von Henri de Toulouse-Lautrec und La Seine à Vernon von Pierre Bonnard bei Lempertz in einer Versteigerung angeboten.

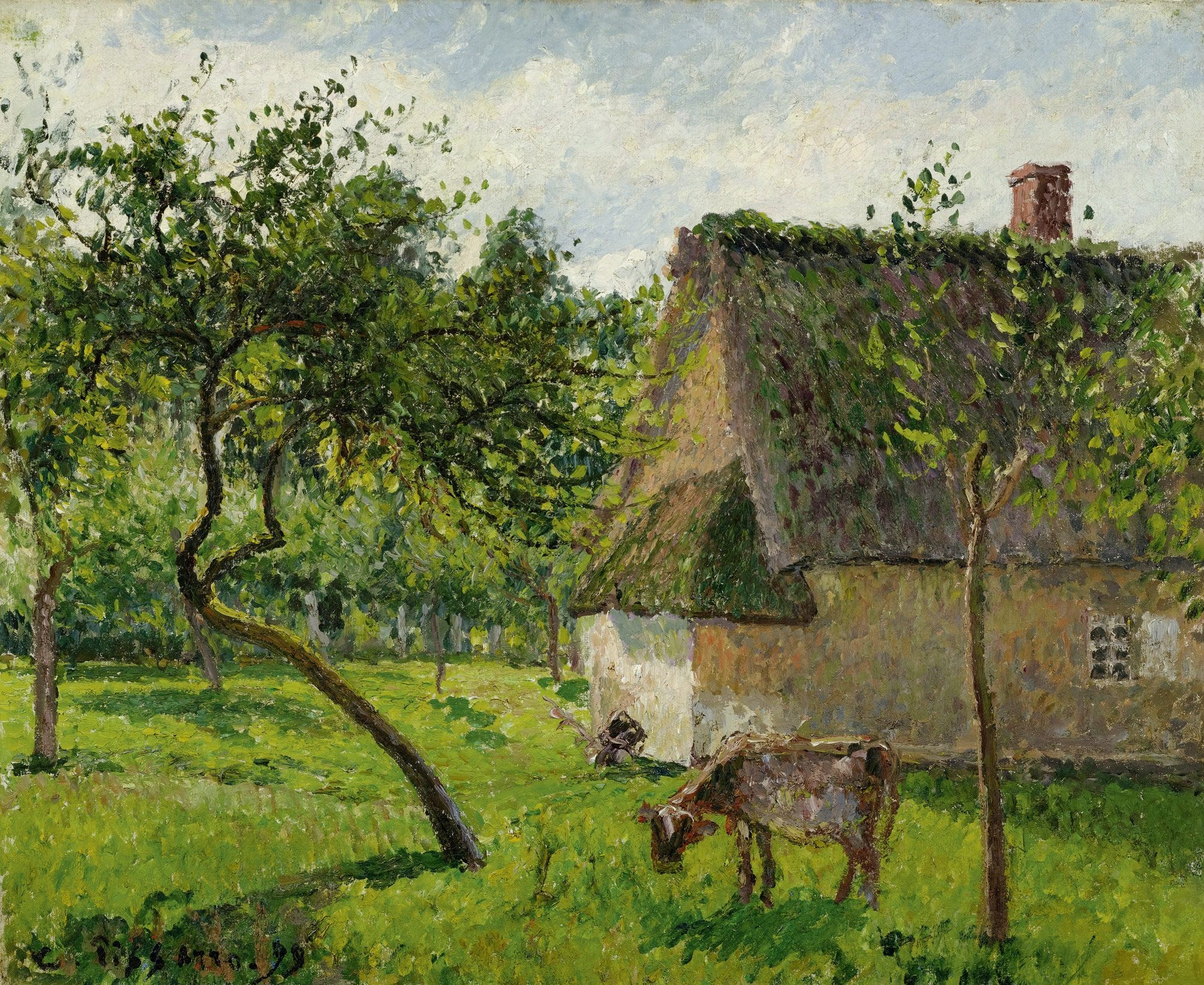
Camille Pissarro: Verger à Varengeville avec vache
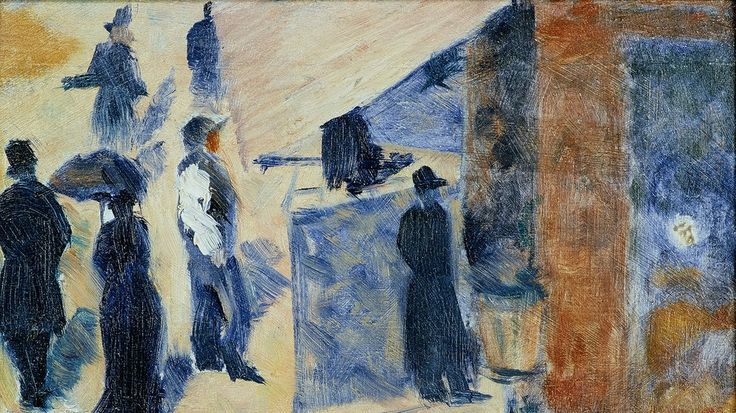
Georges Seurat: Strassenszene
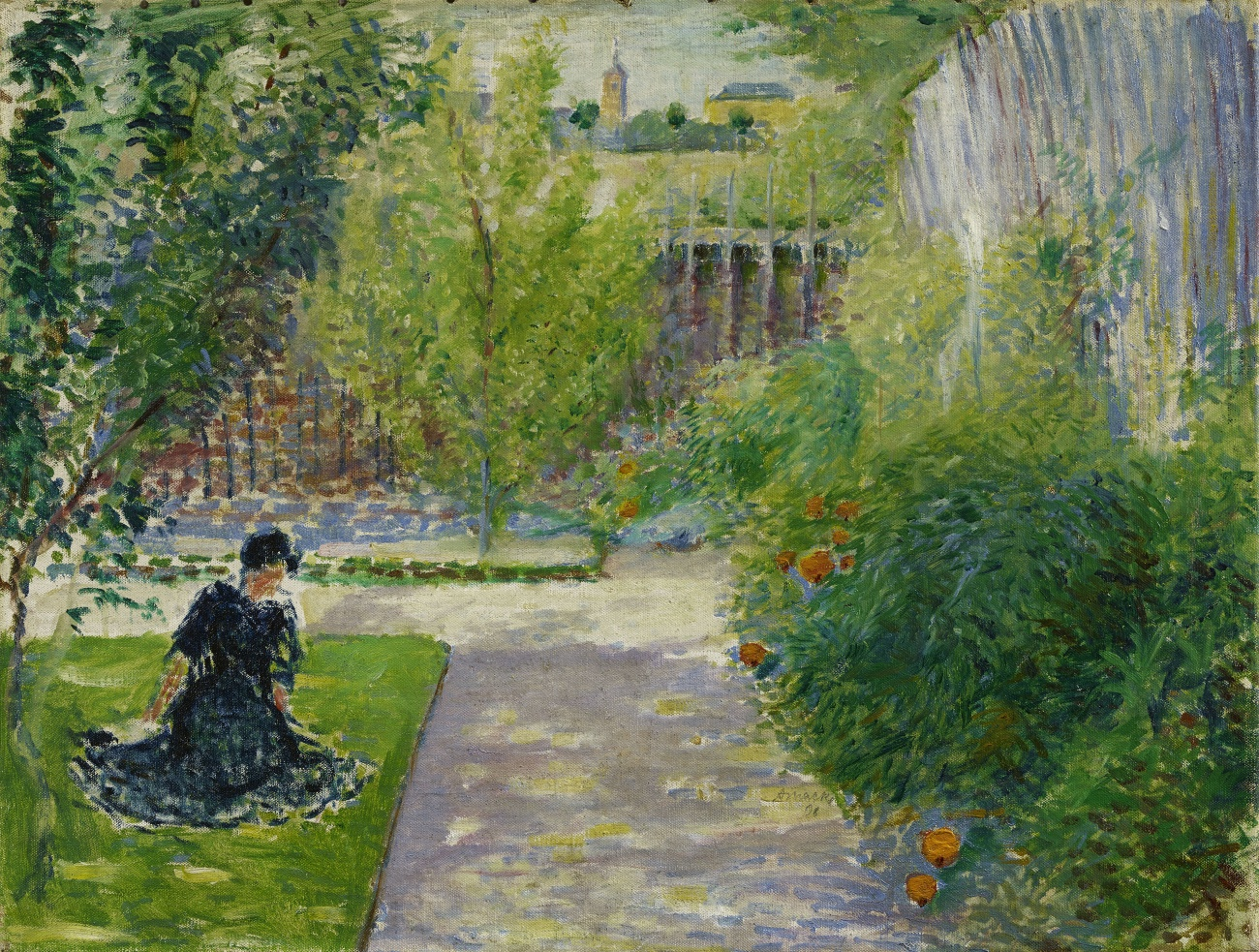
August Macke: Sonniger Garten
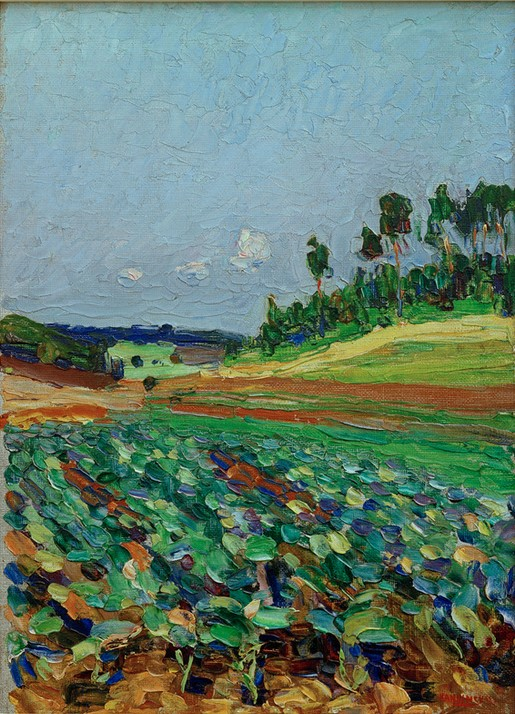
Wassily Kandinsky: Landschaft bei Regensburg